# Haakneusslangen
Haakneusslangen (Heterodon) zijn een geslacht van slangen uit de familie toornslangachtigen (Colubridae) en de onderfamilie Dipsadinae.

## Naam en indeling
De wetenschappelijke naam van de groep werd voor het eerst voorgesteld door Pierre André Latreille in 1801.  Er zijn vier soorten haakneusslangen, de voormalige soort Heterodon gloydi wordt tegenwoordig niet meer erkend. 

## Verspreiding en habitat
De soorten komen voor in delen van Noord-Amerika en leven in de landen Canada, de Verenigde Staten en Mexico.

## Soorten
Het geslacht omvat de volgende soorten, met de auteur en het verspreidingsgebied.
| Naam                                         | Auteur               | Verspreidingsgebied              |
| -------------------------------------------- | -------------------- | -------------------------------- |
| Heterodon kennerlyi                          | Kennicott, 1860      | Verenigde Staten, Mexico         |
| Westelijke haakneusslang (Heterodon nasicus) | Baird & Girard, 1852 | Canada, Verenigde Staten, Mexico |
| Heterodon platirhinos                        | Latreille, 1801      | Canada, Verenigde Staten         |
| Heterodon simus                              | Linnaeus, 1766       | Verenigde Staten                 |